# Jake Ford
Jake Ford Jr. (Georgetown, Carolina del Sur, 29 de abril de 1946-19 de mayo de 1996) fue un jugador de baloncesto estadounidense que disputó dos temporadas en la NBA. Con 1,91 metros de estatura, jugaba en la posición de base.

## Trayectoria deportiva

### Universidad
Jugó durante cuatro temporadas con los Hawks de la Universidad de Maryland Eastern Shore, en las que promedió 22,2 puntos y 6,3 rebotes por partido. Fue incluido en 1968 y 1969 en el mejor quinteto de la Central Intercollegiate Athletic Association y elegido mejor jugador el último año. Ese año además fue el artífice para la consecución del campeonato de la NAIA, el primero de la historia de los Eagles, siendo el máximo anotador del torneo, promediando 31,2 puntos por partido, y siendo elegido mejor jugador del mismo.

### Profesional
Fue elegido en la sexagésimo quinta posición del Draft de la NBA de 1969 por Cincinnati Royals, Allí jugó dos temporadas, pero entre lesiones y decisiones de su entrenador, solo participó en 31 partidos en total, promediando en su primera temporada 6,8 puntos y 1,8 asistencias por partido.

## Estadísticas de su carrera en la NBA

### Temporada regular
| Temporada | Edad | Equipo              | Liga | P  | TIT | MIN  | TC  | TCA | %TC  | 3P | 3PA | %3P | TL  | TLA | %TL  | R.OF. | R.DEF. | REB | ASIS | ROB | TAP | PER | FP  | PTS |
| 1970-71   | 24   | Seattle SuperSonics | NBA  | 5  |     | 13.6 | 1.8 | 5.0 | .360 |    |     |     | 3.2 | 4.4 | .727 |       |        | 1.8 | 1.8  |     |     |     | 2.2 | 6.8 |
| 1971-72   | 25   | Seattle SuperSonics | NBA  | 26 |     | 7.0  | 1.3 | 2.5 | .500 |    |     |     | 1.0 | 1.3 | .788 |       |        | 0.4 | 1.0  |     |     |     | 0.8 | 3.5 |
| Total     |      |                     | NBA  | 31 |     | 8.0  | 1.4 | 2.9 | .462 |    |     |     | 1.4 | 1.8 | .764 |       |        | 0.6 | 1.1  |     |     |     | 1.0 | 4.1 |